# Alexandru Vlahuță, Vaslui
Alexandru Vlahuță este satul de reședință al comunei cu același nume din județul Vaslui, Moldova, România.
Satul reședință de comună a fost înființat prin unirea satelor Pleșești și Pătrașcani.

## Personalități
- Alexandru Vlahuță (1858 - 1919),  scriitor român.
- Ion Geantă (1959 - 2019), caiacist român.